# John C. Nicholls
John Calhoun Nicholls (* 25. April 1834 in Clinton, Jones County, Georgia; † 25. Dezember 1893 in Blackshear, Georgia) war ein US-amerikanischer Politiker. Zwischen 1879 und 1885 vertrat er zweimal den Bundesstaat Georgia im US-Repräsentantenhaus.

## Werdegang
John Nicholls besuchte zunächst private Schulen und studierte danach bis 1855 am College of William & Mary in Williamsburg (Virginia). Nach einem Jurastudium und seiner Zulassung als Rechtsanwalt begann er in Georgia in seinem neuen Beruf zu arbeiten. Außerdem wurde er Pflanzer. Während des Bürgerkrieges diente Nicholls als Hauptmann im Heer der Konföderation. Politisch war er Mitglied der Demokratischen Partei. Im Jahr 1865 war er Delegierter auf einer Versammlung zur Überarbeitung der Staatsverfassung von Georgia. Zwischen 1870 und 1875 gehörte er dem Senat von Georgia an; 1876 war er Delegierter zur Democratic National Convention in St. Louis.
Bei den Kongresswahlen des Jahres 1878 wurde Nicholls im ersten Wahlbezirk von Georgia in das US-Repräsentantenhaus in Washington, D.C. gewählt, wo er am 4. März 1879 die Nachfolge von William Bennett Fleming antrat. Da er im Jahr 1880 bei der Nominierung seiner Partei gegen George Robinson Black verlor, konnte er bis zum 3. März 1881 zunächst nur eine Legislaturperiode im Kongress absolvieren. Zwei Jahre später wurde er von seiner Partei für sein altes Mandat nominiert und anschließend auch wieder in den Kongress gewählt. Dort löste er am 4. März 1883 Black ab. Bis zum 3. März 1885 konnte er eine weitere Legislaturperiode im US-Repräsentantenhaus verbringen. Im Jahr 1884 wurde er nicht mehr zur Wiederwahl nominiert.
Nach seinem Ausscheiden aus dem US-Repräsentantenhaus arbeitete Nicholls als Anwalt in Blackshear. Dort ist er im Dezember 1893 auch verstorben.